# Jan Fabre
Jan Fabre (ur. 14 grudnia 1958 w Antwerpii) — belgijski artysta multimedialny, dramaturg, reżyser, choreograf i scenograf, mieszka i pracuje w Antwerpii. 
Studiował w Miejskim Instytucie Sztuk Dekoratorskich oraz w Królewskiej Akademii Sztuk Pięknych w Antwerpii. Pomiędzy 1976 a 1980 napisał swoje pierwsze teksty teatralne oraz zadebiutował jako performer. Zasłynął głównie z "money performances" - gdzie palił banknoty, po czym pozostałym popiołem napisał na ścianie "PIENIĄDZE" (ang. "MONEY"). W 1977 zamienił nazwę ulicy, przy której mieszka na "Jan Fabre street". W 1978 zasłynął z rysunków z własnej krwi - w ramach działania "Moje ciało, moja krew, mój pejzaż" (ang. "My body, my blood, my landscape"). Dwa lata później zapoczątkował wieloletni proces tworzenia pracochłonnych rysunków niebieskimi długopisami marki Bic. Fabre określa długopis jako symbol powojennej konsumpcji - najtańszego, popularnego, dostępnego dla wszystkich narzędzia do zapisu obrazu lub tekstu. Jednocześnie porównuje lazurowy błękit tuszu do najdroższego barwnika wykorzystywanego w technologii malarskiej - naturalnej ultramaryny Lapis lazuli. Jego pierwszy performance "The Bic-Art Room", polegał na zamknięciu się przez artystę na trzy doby w białej przestrzeni pełnej obiektów i zarysowaniu jej w całości niebieskim długopisem Bic. Oprócz działań wizualnych, Jan Fabre prowadzi kompanię teatralną Troubleyn z siedzibą w Antwerpii. 
Artysta dwukrotnie wystawiał swoje prace w Polsce: w 2011 w Muzeum Sztuki w Łodzi i na przełomie 2014 i 2015, w Narodowej Galerii Sztuki "Zachęta" w Warszawie. W 2010 na festiwalu teatralnym Malta Festival Poznań, Troubleyn/Jan Fabre wystawił spektakl "Prometheus Landscape II".